# Nine Destinies and a Downfall
Albums de Sirenia
Sirenian Shores
(2004) The 13th Floor
(2009)
Singles
1. My Mind's Eye
Sortie : janvier 2007

Nine Destinies and a Downfall est le troisième album du groupe norvégien de metal symphonique Sirenia publié le 23 février 2007 par Nuclear Blast.

## Liste des chansons
Toute la musique est composée par Sirenia.
| No | Titre                     | Durée |
| -- | ------------------------- | ----- |
| 1. | The Last Call             | 4:45  |
| 2. | My Mind's Eye             | 3:38  |
| 3. | One By One                | 5:30  |
| 4. | Sundown                   | 5:04  |
| 5. | Absent Without Leave      | 4:53  |
| 6. | The Other Side            | 3:55  |
| 7. | Seven Keys And Nine Doors | 4:55  |
| 8. | Downfall                  | 4:44  |
| 9. | Glades Of Summer          | 5:37  |